# Bathyplectes rufiventrator
Bathyplectes rufiventrator là một loài tò vò trong họ Ichneumonidae.